# Фёдоровское (деревня, Москва)
Фёдоровское — деревня в Троицком административном округе Москвы (до 1 июля 2012 года была в составе Наро-Фоминского района Московской области). Входит в состав поселения Новофёдоровское.

## Население
| 1852 | 1859 | 1899 | 1926 | 2002 | 2006 | 2010 |
| ---- | ---- | ---- | ---- | ---- | ---- | ---- |
| 49   | ↗142 | ↗162 | ↗224 | ↘0   | ↗5   | ↘3   |

Согласно Всероссийской переписи, в 2002 году в деревне не было постоянного населения. По данным на 2005 год, в деревне проживало 5 человек.

## География
Деревня Фёдоровское находится в северо-западной части Троицкого административного округа, на правом берегу реки Пахры примерно в 20 км к западу от центра города Троицка.
В 6 км к северо-западу от деревни проходит Киевское шоссе М3, в 14 км к юго-востоку — Калужское шоссе А130, в 7 км к северо-востоку — Московское малое кольцо А107, в 8 км к северо-западу — линия Киевского направления Московской железной дороги. Ближайшие населённые пункты — деревни Руднево и Белоусово.

## История
В середине XIX века деревня Фёдоровское относилась ко 2-му стану Верейского уезда Московской губернии и принадлежала господам Кареевым, крестьян было 23 души мужского пола и 26 душ женского.
В «Списке населённых мест» 1862 года — владельческая деревня по левую сторону 2-го Подольского тракта (от Новокалужского тракта к границе Подольского уезда), в 55 верстах от уездного города и 18 верстах от становой квартиры, при реке Пахре, с 14 дворами и 142 жителями (77 мужчин, 65 женщин).
По данным на 1899 год — деревня Рудневской волости Верейского уезда с 162 жителями.
В 1913 году — 39 дворов.
По материалам Всесоюзной переписи населения 1926 года — деревня Долгинского сельсовета Петровской волости Звенигородского уезда Московской губернии в 11,7 км от Петровского шоссе и 8,5 км от разъезда № 13 Киево-Воронежской железной дороги, проживало 224 жителя (97 мужчин, 127 женщин), насчитывалось 51 крестьянское хозяйство.
1929—1963, 1965—2012 гг. — населённый пункт в составе Наро-Фоминского района Московской области.
1963—1965 гг. — в составе Звенигородского укрупнённого сельского района Московской области.